# 도소마켓
도소마켓은 동국제강, 환영철강 등 1차 유통대리점 동산에스엔알의 온라인 사업부에서 출발하여, 철강재 및 건축자재를 필요로 하는 구매자와 판매자를 연결하는 온라인 플랫폼이다. 이 플랫폼은 구매자의 견적 요청에 대해 판매자들이 익명으로 입찰하고, 최저가 입찰자와의 거래를 성사시키는 방식을 채택하고 있다.

[뉴스기사](https://www.steeldaily.co.kr/news/articleView.html?idxno=180557)

## 역사
도소마켓은 2020년에 설립된 스타트업으로, 철강 및 건축자재 시장에서 비효율성과 불투명성을 해소하고자 설립되었다. 설립 이후 사용자 중심의 서비스를 제공하며 빠르게 시장에서 주목을 받았다.

## 비즈니스 모델
도소마켓의 비즈니스 모델은 견적 요청과 블라인드 입찰 시스템에 기반한다. 구매자가 견적을 요청하면, 여러 판매자가 익명으로 가격을 제안한다. 시스템은 자동으로 가장 낮은 가격을 제안한 판매자를 선정하며, 거래가 성사되면 판매자에게 구매자의 필요 정보가 제공된다.

## 서비스 특징
- 블라인드 입찰 시스템은 모든 입찰이 익명으로 진행되어 판매자 간의 공정한 경쟁을 보장한다.
- 최저가 낙찰 보장은 시스템이 자동으로 최저가를 제안한 판매자를 선정하여 구매자에게 최적의 거래를 보장한다.
- 사용자 정보 보호는 거래가 확정될 때까지 구매자와 판매자의 정보를 엄격하게 보호한다.
- 간편한 견적 요청 및 응답 과정은 사용자 친화적 인터페이스를 통해 견적 요청과 응답이 매우 간편하다.

## 시장 및 경쟁
도소마켓은 철강 및 건축자재 시장에서 빠르게 성장하고 있으며, 특히 중소규모 건축업자와개인 건축주 사이에서 인기를 끌고 있다. 기존의 오프라인 건축 자재 판매업체 및 다른 온라인 플랫폼과의 경쟁에서 도소마켓의 독특한 입찰 시스템과 사용자 친화적인 서비스가 시장에서 차별화된 가치를 제공한다.

## 사용자 리뷰 및 평가
도소마켓은 구매자와 판매자 모두로부터 긍정적인 피드백을 받고 있다. 이 플랫폼을 통해 자재 비용을 절감할 수 있었다고 보고하는 구매자들과 새로운 고객층에게 접근할 수 있는 기회를 얻었다고 평가하는 판매자들이 있다. 서비스의 사용 편의성과 투명한 거래 과정은 높게 평가받고 있다.

## 미래 계획 및 전망
도소마켓은 서비스 확장과 기술적 혁신을 지속적으로 추구하며, 사용자 경험을 개선하기 위한 다양한 기능을 도입할 계획이다. 또한, 해외 시장 진출 및 다양한 건축 관련 서비스와의 파트너십을 모색하고 있어, 향후 성장 잠재력이 매우 큰 것으로 예상된다.

## 참고 자료
- [도소마켓 공식 웹사이트](https://dosomarket.com)
- [건축 자재 시장 분석 보고서](https://www.giikorea.co.kr/report/mkl1125531-construction-materials-market-summary-competitive.html)
- [도소마켓 사용자 리뷰 및 평가](https://dosomarket.com/community/review?tabName=%EC%82%AC%EC%9A%A9%EC%9E%90+%ED%9B%84%EA%B8%B0&start=0&perPage=6 보관됨 2024-04-04 - 웨이백 머신)